# عين العرب
عين العرب (المعروفة عند الأكراد باسم كوباني) مدينة سورية في أقصى شمال منطقة عين العرب على حدودها المتصلة بولاية الرها التركية، وهي من حواضر محافظة حلب ومركز أراضيها الواقعة شرق نهر الفرات. بلغ عدد سكانها 44,821 نسمة وفقاً لتعداد 2004.
سقطت المدينة صيفَ 2012 في يد وحدات حماية الشعب الكردية التي تدعمها الولايات المتحدة الأمريكية، فأنشأت فيها إدارة كردية مع منطقتين أُخْرَيَيْنِ، منذ بداية الثورة السورية أسمتها الإدارة الذاتية لشمال وشرق سوريا، التي تضم زيادة على منطقة عين العرب مناطق من محافظات الرقة والحسكة ودير الزور.
تقع على بعد 30 كيلومترًا شرقي نهر الفرات وحوالي 150 كيلومترًا شمال شرق مدينة حلب. أغلب السكان من الكرد الذين كانوا يشكلون حوالي 90 %، مع وجود أقليات عربية وتركمانية وأرمنية. نزح أغلب سكانها نحو تركيا نتيجة حصار المدينة من قبل تنظيم داعش في عام 2014، ودمرت معظم الأجزاء الشرقية من المدينة نتيجة غارات التحالف الدولي والقتال بين وحدات حماية الشعب وداعش، إلى ان تحررت المدينة بالكامل عام 2015 من داعش وبقيت تحت سيطرة تنظيم قسد المصنفة إرهابيا بحسب تركيا.

## النشأة والتسمية

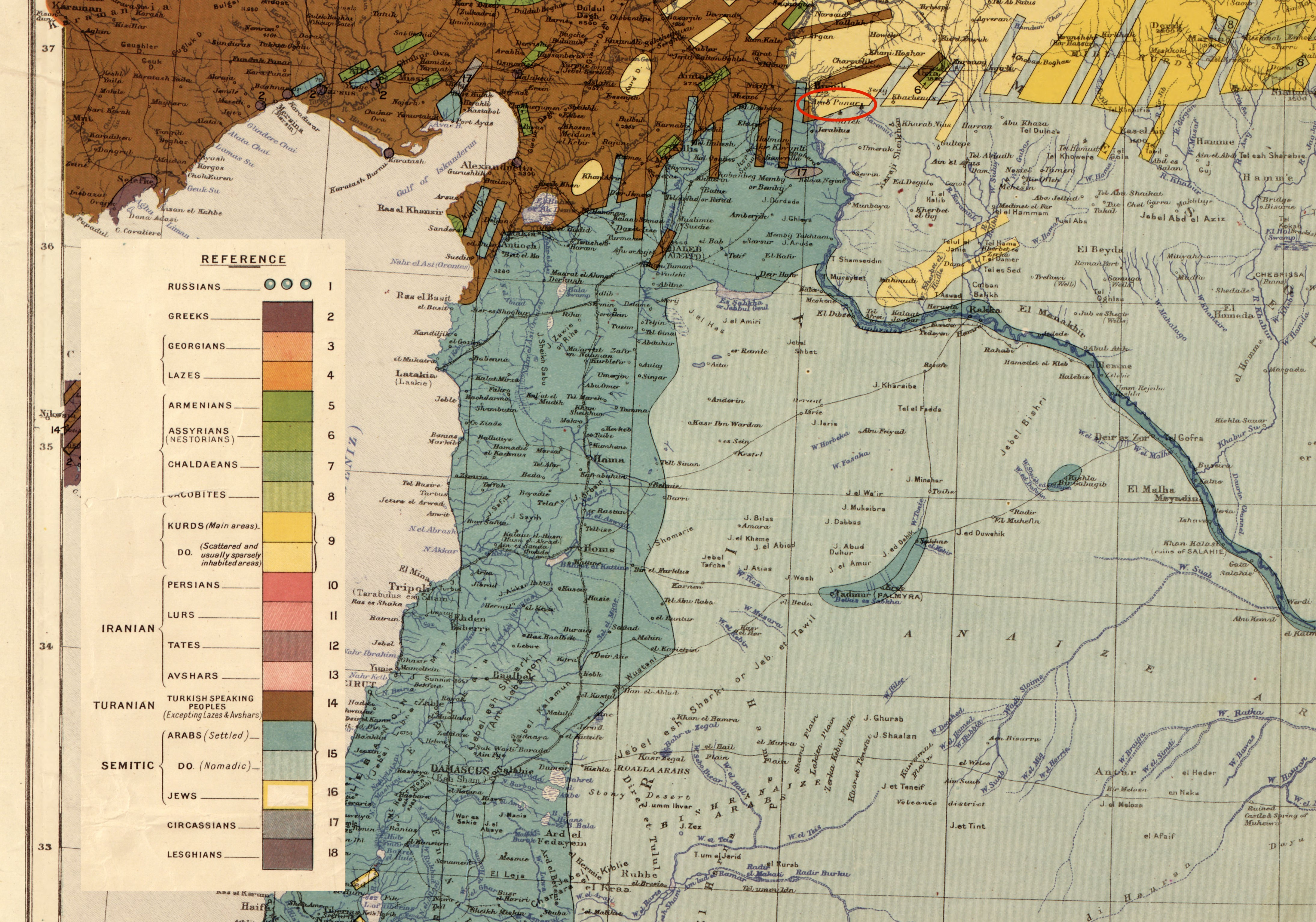
خريطة إنكليزية من عام 1910 تظهر التوزع الإثني في شمال سورية وتظهر فيها عين العرب باسم عرب بينار (Arab punar)، وتظهر وجودا متفرقا للأكراد إلى الشمال منها

المدينة حديثة العهد نسبيًا، حيث بدأت كقريتين متجاورتين وتطورت إلى مركز سكاني يضم حوالي 440 قرية صغيرة معظمها مأهولة بالكرد، ونشأت كمدينة حديثة عام 1892، وأصبحت تجمعاً مهماً بين 1911 و1912 مع مشروع خط سكة حديد بغداد.
احتوت المنطقة على كهوف قديمة استُخدمت كمساكن منذ القدم، وكان اسم المنطقة في العهد العثماني «عرب پينارى» حسب الرسم العثماني و"Arap pınarı" حسب رسم التركية الحديثة التي تعني عين العرب، وهكذا في عام 1937م وفي عهد الرئيس هاشم الأتاسي صدر قرار بإنشاء منطقة عين العرب على أن تكون قصبة «عرب بينار» مركزًا لتلك المنطقة، وجميع القرارات التي صدرت من المجلس النيابي السوري بعد عام 1937م حملت تسمية عين العرب. والتسمية ذاتها اتخذها الأكراد بترجمتها الكردية «كاني عربان» أي عين العرب،
توجد في المنطقة عدّة عيون ماء، منها نبع «مرشد بينار» و«عرب بينار»، وكلمة بينار التركية تعني نبع. وأثناء بناء السكة الحديدية فيها بقي اسمها عرب بينار وفق تسجيلات المستشرق الألماني ماكس فون أوبنهايم، ووفق مذكرات بيدروس بيدروسيان صاحب أول محل تجاري فيها. وكانت تسمى أيضًا رأس العين ورأس المي.
تتعدد الروايات حول أصل اسم كوباني:
- الأولى تربطه بكلمة “كومباني” الألمانية، نسبة إلى شركة سكة حديد بغداد التي بنت محطة قريبة،[11][12][13][14][15] لكن البعض يشكك في ذلك لأن “كومباني” لا تعني “شركة” بالألمانية.
- الثانية تقترح اشتقاقه من “بان” الألمانية أي “طريق”، مرتبطة بالسكة الحديدية.
- الثالثة من مصادر كردية ترى أنه من “كوم باني” الكردية بمعنى “الاتحاد الأعلى”، وهو اسم لتحالف عشائري كردي نشأ في تلك المنطقة.

## السكان
غالبية سكان المدينة من الكرد السنة من قبائل متعددة موحدة تحت مسمى "اتحاد قبائل برازي"، مع وجود أقليات عربية وتركمانية وأرمنية.
استقر عدد من الأرمن في المنطقة عام 1915، بعدما تعرضوا للتهجير إثر الإبادة الجماعية للأرمن. كما جذبت البلدة الناشئة آنذاك عدداً من الكرد من المناطق المجاورة.
تقع عين العرب في سهل هو جغرافيًا امتداد لسهل سروج الواقع حاليًا في تركيا جنوب اورفا. بعد تحديد الحدود مع تركيا عام 1921 على امتداد خط سكة الحديد، أضحى جزء من المدينة على الجانب التركي من الحدود باسم مرشد بينار، وبينهما نقطة عبور حدودية بذات الاسم.

## تخطيط المدينة
تخطيط البنية التحتية للمدينة تم كثيرًا على يد السلطات الفرنسية إبان فترة الانتداب الفرنسي على سوريا ولبنان، ولا تزال بعض المباني فرنسية الطراز من تلك الحقبة قائمة.
في وسط القرن العشرين، كان في المدينة 3 كنائس أرمنية، ولكن معظم السكان الأرمن هاجروا إلى الاتحاد السوفيتي في الستينات.

## الأنشطة الاجتماعية
تتنوع في عين العرب مظاهر النشاطات الاجتماعية والثقافية والاقتصادية، وبها كافة مراكز الخدمات مثل المركز باقي خدو للثقافة والفن   والمصرف الزراعي ومديرية الزراعة ومؤسسة الحبوب وكنائس     ومركز الهاتف والبريد والعديد من المعاهد والمدارس والمراكز العلمية.
في مجال التعليم، في عين العرب ثانويتان عامتان وثانوية صناعية تقنية وأخرى للفنون النسوية وأيضًا ثانوية زراعية كما يوجد فيها معهد شرعي إسلامي للبنين واخر للبنات ومجموعة هائلة من مدارس اللغة الكردية، يغلب على الوضع الاجتماعي في عين العرب الطابع الاشتراكي العلماني.[بحاجة لمصدر]

## الاقتصاد
تشتهر عين العرب بزراعة القمح والشعير والقطن والفستق حلبي والجوز واللوز، واشتهرت في الآونة الأخيرة بزراعة الكمون والعدس وبعض المحصولات الأخرى. من سكانها أيضا عمال وقد اشتهرت صناعة الآلات الزراعية مثل الحفرات والحصادات ومضخات المياه العمودية والقطع والمعدات الزراعية المصنوعة محليًا فيها حتى أنها تصدر إلى خارج سوريا في بلدان بعيدة كالجزائر والمغرب.[بحاجة لمصدر]
يوجد في المدينة ومناطقها العديد من المنشئات الصناعية والمعامل والمصانع كصناعة الآلات وصناعة الألبان والصناعات الغذائية وغيرها. وتشتهر بحركة تجارية نشطة.

## الحرب الأهلية

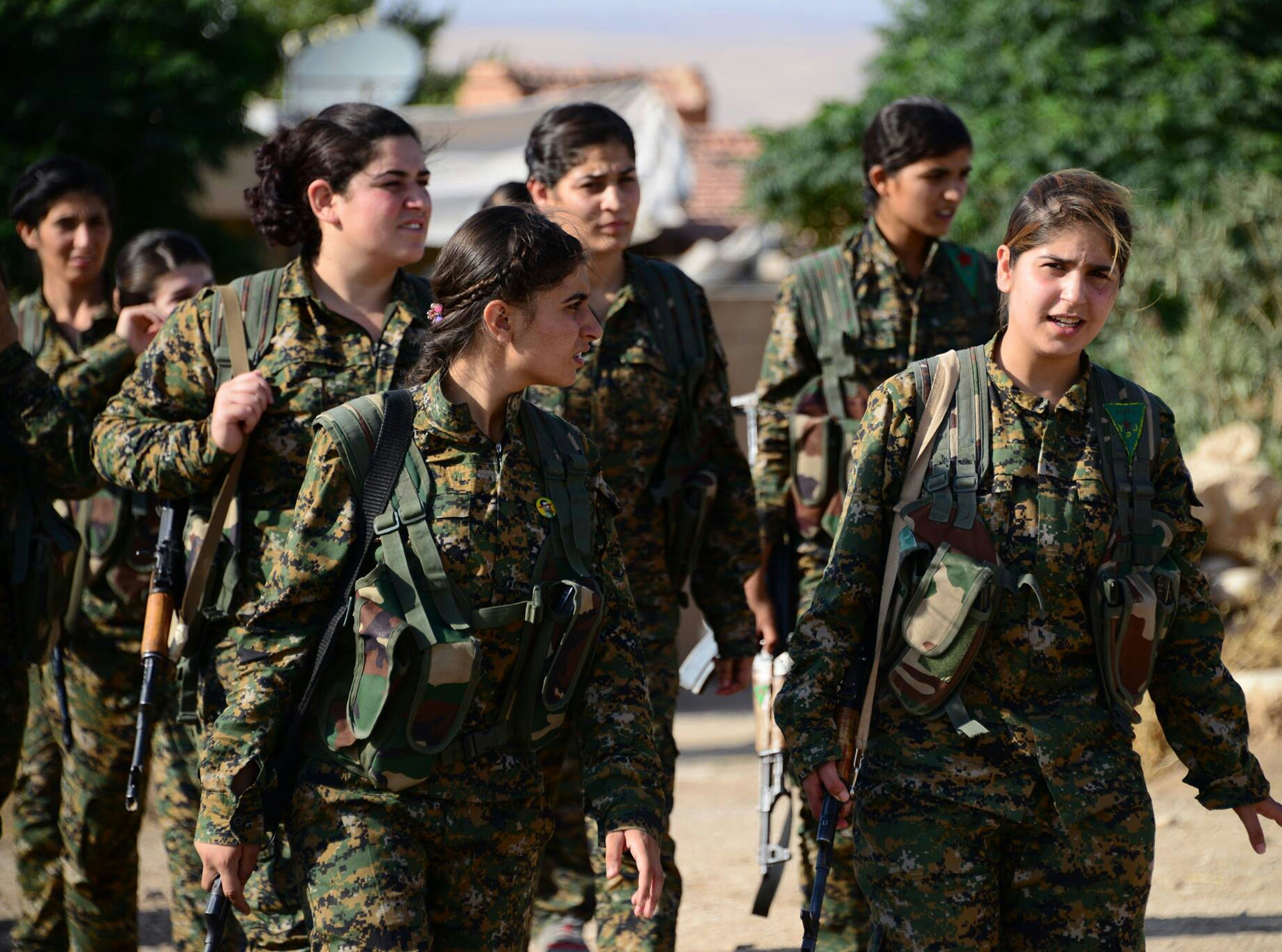
لعبت النساء ومقاتلات وحدات حماية الشعب الكردية دورا بارزا في أحداث عين العرب وشمال سوريا عموما.

انسحبت قوات النظام السوري وخضعت المنطقة لسيطرة الأكراد منذ يوليو 2012، حيث سيطرت وحدات حماية الشعب على المدينة في 19 يوليو 2012. وحيث أن وحدات حماية الشعب والسياسيين الأكراد قاموا بإعلان كانتون عين العرب التابع للإدارة الذاتية الديمقراطية، فهم يعتبرونها جزء مما يسمونه كردستان السورية. وفي أوائل 2014، وفي 2 يوليو تعرضت المدينة والقرى المحيطة لهجوم من مقاتلي الدولة الإسلامية في العراق والشام (داعش). في 16 سبتمبر استأنفت الدولة الإسلامية في العراق والشام (داعش) حصار المدينة بهجوم واسع النطاق من غرب وجنوب المدينة وما لبث أن اقتحم المدينة وسيطر على معظم مناطقها. لم تتمكن قوات داعش من إتمام السيطرة على المدينة بسبب غارات التحالف الغربي، ثم انضمت إلى المدافعين أفواج من البيشمركة ووحدات من الجيش السوري الحر.